# Simón Elissetche
Simón Pablo Elissetche Correa (Santiago, 28 de setembro de 1977) é um treinador de futebol chileno. Atualmente, comanda a Seleção Timorense de Futebol.

## Carreira
Elissetche, que não teve experiência como jogador de futebol, iniciou a carreira em 2004 treinando as categorias de base do Everton de Viña del Mar.
Seus trabalhos como técnico principal foram apenas na Indonésia, onde comandou PSSB Bireuen, Persita Tangerang, Persikutim East Kutai e Aceh United, e em Timor Leste, exercendo a função no Assalam, no Karketu Dili e, desde fevereiro de 2020, é técnico do Lalenok United.
Ainda teve uma curta passagem de 3 jogos pela Seleção Timorense, entre outubro de 2017 e abril de 2018, quando foi substituído pelo japonês Norio Tsukitate.

## Títulos e campanhas de destaque
Assalam FC
- Taça 12 de Novembro: vice-campeão (2016)

Karketu Dili
- Liga Futebol Amadora: 2017
- Supertaça Liga Futebol Amadora: 2017